# 라미부딘/네비라핀/스타부딘
라미부딘/네비라핀/스타부딘(Lamivudine/nevirapine/stavudine, 3TC/NVP/d4T)은 항레트로바이러스 약물로 HIV/AIDS를 치료하기 위해 3개의 약물을 정해진 용량으로 혼합해 사용하는 복합제다. 라미부딘, 네비라핀, 스타부딘을 포함한다. 다른 항레트로바이러스 약물과 함께 사용할 수 있고 단독으로 사용할 수도 있는 약물이다. 경구투여하며 하루에 2번 투여한다.
WHO 필수 의약품 목록에 등록되어 있다. 2015년에 미국에서 상업적으로 사용할 수 없게 되었다.

## 의학적 이용
개발도상국에서 사용하는 HIV/AIDS 1차 치료제이다.

## 부작용과 안전성
이 약물은 보통 내약성이 우수하다. 부작용은 각 약물의 부작용들이 나타난다. 발진, 저림, 췌장염, 혈중 젖산 농도 증가와 같은 부작용을 포함한다. 심각한 간이상이 있는 환자들에게는 이 약물이 추천되지 않는다. 임산부에게 이 약물을 사용할 수 있는가에 대해서는 아직 명확하게 밝혀진 내용이 없으며 권고사항에는 임신 2분기부터는 약을 사용할 수 있다고 나와있다.